# Estratègia
L'estratègia és la ciència de projectar i dirigir les grans operacions militars. L'estratègia té com a parts executives la tàctica, en tant que s'ocupa de l'estructura dels exèrcits, del reclutament, del funcionament de l'armament i dels transports, de l'estudi del terreny, del medi humà i de les característiques de l'adversari, i la logística, en tant que s'ocupa de calcular, preparar i portar a terme tot el que fa referència a la vida, al moviment i a les necessitats de les tropes per tal d'aconseguir la màxima eficàcia en cada operació concreta.
Per extensió, el terme s'aplica als jocs on cal una planificació per guanyar, a moviments polítics i socials i a decisions d'empresa, on un pla director determina cada decisió.
Prové del grec ΣΤΡΑΤΗΓΙΚΗΣ Stratos = Exèrcit i Agein = conductor, guia. S'aplica en diferents contextos:
- Estratègia militar: conjunt d'accions que són de batalla i mesures preses per a conduir un enfrontament armat.
- Jocs d'estratègia: gènere de jocs en els quals es té en compte l'estratègia ja siga política, militar o econòmica.
- Estratègia empresarial: es refereix al disseny del pla d'acció dins d'una empresa per a l'assoliment de les seues metes i objectius. Exemples de diferents tipus d'estratègia empresarial: estratègia empresarial
- Mapa estratègic: és el procés d'elaboració d'una visió estratègica macro, proposat per Kaplan i Norton, que normalment precedeix a la implementació d'un quadre de comandament integral.
- Patró de disseny Estratègia: un important patró de disseny de l'enginyeria del programari, pertanyent a la branca de patrons de comportament.
- Estratègia: és el procés seleccionat mitjançant el qual s'espera assolir arribar a un estat futur.

En l'àmbit de l'administració d'empreses és possible referir-se a la "consistència estratègica". D'acord amb Arieu (2007), "existeix consistència estratègica quan les accions d'una organització són coherents amb les expectatives de l'Adreça, i aquestes al seu torn ho són amb el mercat i el seu entorn".
El concepte d'estratègia s'usa normalment en tres formes. Primer, per a designar els mitjans emprats en l'obtenció de certa fi, és per tant, un punt que involucra la racionalitat orientada a un objectiu. En segon lloc, és utilitzat per a designar la manera en la qual una persona actua en un cert joc d'acord amb el que ella pensa, quin serà l'acció dels altres i el que considera que els altres pensen que seria la seua acció; aquesta és la forma que un cerca tenir avantatges sobre els altres. I en tercer lloc, s'utilitza per a designar els procediments usats en una situació de confrontació amb la finalitat de privar a l'oponent dels seus mitjans de lluita i obligar-lo a abandonar el combat; és una qüestió, llavors, dels mitjans destinats a obtenir una victòria.